# Christian Samuel Barth

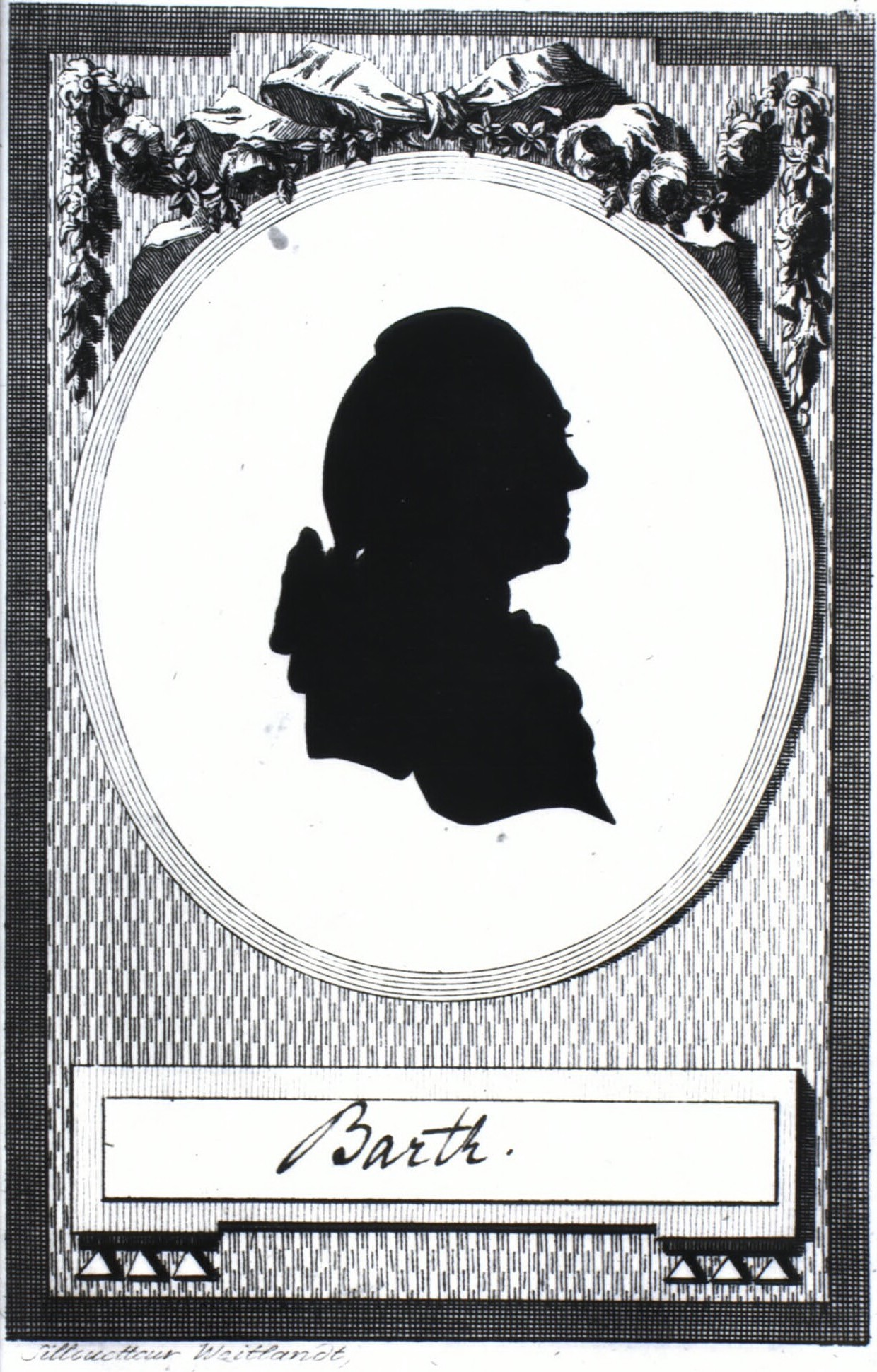
Christian Samuel Barth.

Christian Samuel Barth, född 1735 i Sachsen, död 8 juli 1809 i Köpenhamn, var en tysk-dansk oboist.
Barth rekryterades av Johann Gottlieb Naumann till Köpenhamn 1786 vid ombildningen av Det Kongelige Kapel, där han intog platsen som förste oboist, tills han avgick med pension 1797. Han var far till Friedrich Philipp Carl August och Christian Frederik Barth